# 华山郡 (陕西省)
华山郡，中国南北朝时设置的郡。
北魏太平真君元年（440年）置，治所在郑县（今陕西省华州区）。孝昌二年（526年）属东雍州。西魏时属华州。辖境约当今陕西省渭南市华州区一带。隋朝开皇三年（583年）废。